# Mistrzostwa Świata w Hokeju na Lodzie Kobiet 2020/I Dywizja
Mistrzostwa Świata w Hokeju na Lodzie Kobiet I Dywizji 2020 miały być rozegrane w dniach 12–18 kwietnia 2020 (Grupa A) oraz 28 marca–3 kwietnia 2020 (Grupa B).
Do mistrzostw I Dywizji przystąpić miało 12 zespołów, które zostały podzielone na dwie grupy po sześć zespołów. Zgodnie z formatem zawody I Dywizji miały odbyć się w dwóch grupach: Grupa A we Francji (Angers), zaś grupa B w Polsce (Katowice). Reprezentacje miały rywalizować systemem każdy z każdym.
Hale, w których były planowane przeprowadzenie zawodów:
- Patinoire du Haras w Angers – Dywizja IA,
- Jantor w Katowicach – Dywizja IB.

Turnieje zostały odwołane z powodu pandemii COVID-19.